# Theroscopus scapiphorus
Theroscopus scapiphorus är en stekelart som först beskrevs av Léon Abel Provancher 1874.  Theroscopus scapiphorus ingår i släktet Theroscopus och familjen brokparasitsteklar. Inga underarter finns listade i Catalogue of Life.